# أرماندو غونزاليس (موجه قوارب)
أرماندو غونزاليس (بالإسبانية: Armando González)‏ هو موجه قوارب ‏ إسباني، ولد في 8 أغسطس 1931 في فيغو في إسبانيا.

## وصلات خارجية
- أرماندو غونزاليس على موقع الاتحاد الدولي للتجديف (الإنجليزية)
- أرماندو غونزاليس على موقع اللجنة الأولمبية الدولية (الإنجليزية)
- أرماندو غونزاليس على موقع أوليمبيديا (الإنجليزية)